# Fédération Internationale des Administrateurs de Biens Conseils Immobiliers
De Fédération Internationale des Administrateurs de Biens Conseils Immobiliers (FIABCI) is een netwerk van professionele internationale vastgoeddeskundigen, verenigd in een wereldwijde vastgoedvereniging met het hoofdkantoor in Parijs. 
De vereniging,  opgericht in 1948 in Parijs, heeft ongeveer 60 afdelingen, verspreid over alle continenten, waar ook studenten internationaal uitgewisseld kunnen worden. Onder de leden zijn makelaars, vastgoedmanagers, taxateurs, vastgoedadviseurs, projectontwikkelaars, aannemers, architecten, fiscalisten, financiers, advocaten, notarissen, accountants, juristen, praktiserend of in opleiding, alsmede opleidingsinstituten. 
FIABCI onderhoudt wereldwijd contacten met universiteiten en opleidingsinstituten gespecialiseerd op het gebied van onroerend goed. Voor leden, medewerkers en gezinsleden verzorgt FIABCI stageplaatsen en internationale opleidingen. Ter bevordering van onder andere het leggen van individuele contacten organiseert FIABCI tevens een jaarlijks wereldcongres.

## Prix d’Excellence
Eenmaal per jaar worden de vastgoedprijzen World Prix d’Excellence Awards uitgereikt in 14 verschillende categorieën, waarbij niet alleen op de architectuur wordt beoordeeld, maar ook op de impact op en de voordelen voor de omgeving en de mate waarin het project zich over minimaal 2 jaar sinds de ingebruikname (ook financieel) succesvol heeft bewezen. FIABCI Nederland organiseert sinds 2011 haar eigen Prix d'Excellence.